# Střetnutí u La Ferté sous Jouarre
Střetnutí u La Ferté sous Jouarre byl ozbrojený střet 2. čs. pěšího pluku vřazeného do svazku 239 divize francouzské armády s německou armádou během bitvy o Francii. Čechoslováci se 13. června 1940 bránili německým jednotkám ve svěřeném úseku u přechodu přes řeku Marnu. Ustoupili až po 22. hodině, kdy obdrželi rozkaz se zrychleným pochodem přesunout ke břehům Seiny. Ústup byl proveden spořádaně.